# RPG-32
RPG-32「巴卡斯」火箭筒（英語：RPG-32 'Barkas'；俄罗斯国防部火箭炮兵装备总局代號：/）是一款由俄罗斯武器製造商Bazalt和約旦聯合研製及生產的手提式雙口徑（72毫米和105毫米）反坦克火箭推進榴彈發射器，可以發射PG-32V串聯式HEAT火箭彈和TBG-32V溫壓／FAE火箭彈。

## 歷史
RPG-32多用途火箭推進榴彈發射器是在2005年至2007年由俄羅斯國有的“聯邦國家單一制企業”（英語：FGUP，全寫：Federal State Unitary Enterprises）Bazalt組織的要求，並按照約旦和墨西哥的合同而研製的。RPG-32亦曾經在2008年6月巴黎軍火博覽會上展出。
RPG-32又被命名為“哈希姆”，其名字來自約旦哈希姆王室和意指先知穆罕默德將火箭推進榴彈給予約旦國王阿卜杜拉二世。

## 設計細節
和傳統的火箭推進榴彈發射器主要被分為炮身發射後可再裝填型或是整個發射器於發射後即可拋棄的一次射擊型這兩種都不同的是，RPG-32多用途火箭發射器是由一根很短而且可重複使用的發射機構部（連摺疊式握把、保險裝置、瞄準具連接口）、可拆卸的準直式瞄準鏡裝置和一次射擊的火箭彈容器（兼作發射筒）這3個元件所組成，而美國的肩射多用途攻擊武器也有使用相同的設計。
出廠時，RPG-32是呈攜行模式，準直式瞄準鏡會收納於發射機構部以內，然後把發射機構部像蓋子一樣套在火箭彈容器前端。使用時，需要把準直式瞄準鏡取出，裝置於發射機構部側面以後再把火箭彈容器套回發射機構部上，即可完成發射準備。
RPG-32的火箭彈容器需要在工廠內預裝，並且發射前連接到發射機構部的後部才可以使用。無論是發射以後還是需要更換火箭彈，只需要從發射機構部拆下原來的容器，並且裝上一個新的容器即完成，而發射後的容器於拆下後即可拋棄。
RPG-32同時設計出其配用的反戰車高爆火箭彈和溫壓式火箭彈，以及俄羅斯反坦克榴彈在火箭彈制導要素的變革，甚至可以使用劣質瞄準具作粗略瞄準，就能夠輕易地破壞敵人的裝甲部隊，大大方便了使用火箭推進榴彈的射手使用並且戰鬥。
PG-32V是一種串聯彈頭式反戰車高爆火箭彈，串聯式設計旨在一擊摧毀重裝甲技術的坦克；而溫壓式火箭彈的設計是為了殺傷敵方的人員、工事和輕型裝甲設備。
據推測，這種新型火箭發射器的多用途性將媲美傳奇的RPG-7，各種更強大的火箭彈對無論對生物還是裝甲都有強大的殺傷力。

## 採用及生產
RPG-32於2005年至2012年之間，由俄羅斯國有企業“Bazalt”在約旦的要求與合約以下研發。
2008年，第一批RPG-32“Nashshab”火箭推進榴彈發射器從俄羅斯運送到約旦以後，約旦採用它以後得到許可並且開始在本土獲得許可的JADARA工廠大量生產RPG-32和其火箭彈。
巴西政府已經決定以RPG-32來取代目前仍然在巴西軍隊服役中的RPG-29，並且由其最大企业巴西航空公司與Bazalt簽訂了合同，以便為巴西軍隊生產其特製的版本；阿根廷的RPG-32將由其國有企業“FMFLB”為阿根廷陸軍和海軍陸戰隊生產。
2010年，俄羅斯向黎巴嫩軍隊提供1,500枝RPG-32。
2013年5月30日，Rostec首席執行官謝爾蓋·切梅佐夫和國王阿卜杜拉二世在約旦開設了一家生產工廠以生產俄羅斯RPG-32。

## 使用國
- 阿根廷
- 巴西
- 伊拉克库尔德斯坦
- 约旦
- 黎巴嫩
- 墨西哥
- 俄羅斯
- 突尼西亞
- 阿联酋[6]
- 乌克兰：從約旦購買[7]

## 流行文化

### 电子游戏
- 2013年—：命名為「RPG-42」，由敵對部隊（OPFOR）所使用。

## 資料來源
1. ↑  РПГ，全寫：Ручной противотанковый гранатомёт，意為：反坦克榴彈發射器
2. ↑  .   [23 November 2014]. （原始内容存档于2009-04-26）.
3. ↑  . Популярная механика. 21.01.09  [2009-05-18]. （原始内容存档于2012-03-14） （俄语）. Американские военные опасаются, в частности, «новых моделей гранатометов（РПГ-32）российского производства, которые стали появляться на открытом рынке»
4. ↑  例如RPG-2／RPG-7／RPG-16／RPG-29
5. ↑  例如RPG-18／RPG-22／RPG-26／RPG-27／RPG-28／RPG-30
6. ↑  .   [2016-02-02]. （原始内容存档于2016-02-03）.
7. ↑  .   [2023-02-20]. （原始内容存档于2023-02-20）.

## 外部連結
- （英文）—Modern Firearms—RPG-32'Hashim' antitank / multipurpose grenade launcher（页面存档备份，存于）
- （英文）—Weapon.ge—RPG-32 "Hashim"
- （英文）—Military, Security and Civilian Guns and Equipment—RPG-32 Hashim（页面存档备份，存于）
- （英文）—YouTube上的在沙漠中RPG-32的射擊試驗
- （俄文）—YouTube上的俄羅斯新聞節目（關於RPG-32和RPG-30）
- （俄文）—Репортаж о «Хашиме»（页面存档备份，存于）
- （俄文）—Характеристики РПГ-32（页面存档备份，存于）
- （俄文）—РПГ-32 «Хашим»（Россия-Иордан）（页面存档备份，存于）